# Résolution 427 du Conseil de sécurité des Nations unies
Membres permanents
- Chine
- États-Unis
- France
- Royaume-Uni
- URSS

Membres non permanents
- Allemagne de l'Ouest
- Bolivie
- Canada
- Gabon
- Inde
- Koweït
- Mauritanie
- Nigéria
- Tchécoslovaquie
- Venezuela

Résolution no 426 Résolution no 428
La résolution 427 du Conseil de sécurité des Nations unies, adoptée le 3 mai 1978, après examen d'une lettre du secrétaire général, a décidé d'augmenter les effectifs de la Force intérimaire des Nations unies au Liban (FINUL) de 4 000 à 6 000 hommes,.
Tout en notant que certaines troupes israéliennes s’étaient retirées du Liban, il a demandé à Israël d’achever son retrait sans plus tarder. La résolution condamne ensuite toutes les attaques des deux parties contre la force de maintien de la paix de la FINUL et exige le respect de cette force. Cette décision a été prise à la suite du conflit du Sud-Liban de 1978, pendant la guerre civile libanaise.
La résolution a été adoptée par 12 voix contre zéro ; la Tchécoslovaquie et l'Union soviétique se sont abstenues tandis que la république populaire de Chine n'a pas participé au vote.

## Voir également
- Insurrection palestinienne au Sud-Liban
- Ligne bleue
- Histoire du Liban
- Liste des résolutions du Conseil de sécurité des Nations unies adoptées en 1978